# ランペルール
『ランペルール』 (L'EMPEREUR) は、1990年7月23日に日本の光栄から発売されたPC-8801用歴史シミュレーションゲーム。タイトルの「ランペルール」はフランス語で「皇帝」の意である。
主人公のナポレオン・ボナパルトを操作し、欧州全土の制覇を目指す。同社の歴史シミュレーションゲームの中においても補給条件、戦闘時の混乱など幾つかのシビアな条件が加味されており、中級者から上級者向けに仕上がっている。特に隠しシナリオである「エルバ島脱出」の難易度は、同社のシミュレーションゲーム史上屈指とも言われるほど高い。
開発は光栄が行い、プロデューサーはシブサワ・コウ、音楽はFM TOWNS用ソフト『ファイナルブロー』（1990年）を手掛けたキーボディストの石黒彰が担当している。
PC-88SR版の発売後、他の日本国産パソコン各機種に移植された他、欧米にてPC/AT互換機にも移植され、1991年にはファミリーコンピュータに移植された。2003年にPC-9801版を復刻収録した『コーエー25周年記念パック Vol.3』が発売され、2005年に「コーエー定番シリーズ」としても単品発売、有料ブラウザゲーム版が「my GAMECITY クラシックゲーム館」にて提供された。

## ゲーム内容
プレイヤーはナポレオンとなり、欧州全土の制覇を目指す。当時の光栄作品としては珍しいシングルプレイ（1人プレイ）専用。ゲーム開始時のナポレオンはフランス共和国の一都市の司令官だが、功績によって最高司令官、第一執政、皇帝と徐々に地位が上昇し、それに合わせてより自由に行動できるようになるキャンペーン・スタイルをとる（各地位時の状態でのスタートも可能）。地位の上昇と同時に外交・人事などしなければならないことも増える。また、戦闘画面には地形の高低差の表現（極端な高低差の移動は不可、平地からの砲撃は山が射程を遮る等）、3兵種（歩兵・騎兵・砲兵）ごとの特殊能力の存在、「混乱」の発生、「橋梁」の建設・爆破など斬新なアイデアが盛り込まれた。「海戦」は数値処理のみであるが、各海域（大西洋、北海、地中海、バルト海の4海域）ごとの保有船舶数で各海域の「制海権」が発生し、制海権がないと、上陸に失敗したり地上戦で敗北したときに撤退ができないなどの影響を与える。
ヨーロッパ全土は46の都市で構成されており、全都市を占領するのがゲームの目的となっている。都市ごとに史実に即した特徴を持たせてあり、例えば、ロンドンは「産業革命」進行中のために工業製品が豊富で海軍の伸び率はいいが、それゆえ「囲い込み運動」などで農業力が低く大量の食糧を用意できないため「数で勝負」の陸軍が弱い。一方、パリなどフランス諸都市は農業力が高いために陸軍を編成しやすいが、工業力が低いために海軍が弱く、物資は輸入に頼らざるを得ない。史実同様、大陸からイギリス向け農業製品を締め出す「大陸封鎖」が可能であり、外交が状況を左右する。ロシアは史実同様、イギリスの工業製品を必要とするために「大陸封鎖」を破りたがる。
都市によってはスペイン住民のゲリラ闘争やロシア軍の焦土作戦など、自軍に損害を与えるイベントが発生する場合もある。スペインやロシアでは、ゲリラやコサックにより都市間の補給に支障をきたす可能性が高くなっている。
シナリオクリア（地位上昇）の条件に関係する勝利条件都市は、ロンドン、ストックホルム、コペンハーゲン、アムステルダム、ベルリン、ワルシャワ、ペテルスブルク、モスクワ、ウィーン、ミュンヘン、パリ、ヴェネツィア、ローマ、イスタンブール、リスボン、マドリードである。

## シナリオ
常勝将軍の登場（1796年3月）
プレイヤーは司令官。部隊の訓練・都市の整備・パリの総裁政府に対する軍備・資金の陳情が可能。ナポレオンは司令官として持ち場を離れることが許されないため、敵対している国と隣接している都市から移動させることができない。（味方が敵都市を占領するなどして敵対している国と隣接していない状態になると移動できるようになる）
フランス革命後の混乱で恐怖政治を行ったロベスピエールが処刑され、内政の混乱がさらに深まる中で諸外国は革命の波及を阻止すべく第一次対仏大同盟を結成。特に、カール大公率いるオーストリア帝国軍は精鋭揃いの大部隊でフランスの東進を押さえ込んでいた。そんな中、ナポレオンはバラス率いる総裁政府からイタリア方面司令官に任命される。
クリア条件：フランス領を9都市にする。
権力への意志（1798年3月）
最高司令官。司令官とほぼ同じだが、フランス国内を自由に移動可能になる。イベント・エジプト遠征でロゼッタ・ストーン発見後にパリへ凱旋するとクーデターにより第一執政に。
「諸君を世界一の沃野に導こう。そこで諸君らは名誉と栄光と富に恵まれるだろう」と兵士を鼓舞し、オーストリアの大軍を半分の戦力で打ち破りミラノ攻略に成功したナポレオンはその後も快進撃を続け、ローマまで南下する。しかし、徹底抗戦を主張する総裁政府の命令を無視してオーストリアとカンポ・フォルミオ条約を結んだことで不興を買い、イギリス方面軍総司令官への転属を命じられる。
クリア条件：フランス領を12都市にするか勝利条件都市を4都市占領した上でパリに凱旋し（隠しイベント「ロゼッタ・ストーンの発見」でも可能）、元老院と五百人会議を説得する。
革命の終結（1802年3月）
第一執政。外交・補給都市の指定権限が発生。司令官からの陳情を受けるようになる。
エジプトより凱旋し、ブリュメール18日のクーデターにより総裁政府を打倒したナポレオンは新たに執政政府を樹立､自ら第一執政に就任する。その間、第二次対仏大同盟が再び結成されイタリア方面が脅かされるもジェノヴァ奪還に成功し、オーストリア・イギリスとそれぞれ和平条約を結ぶ。その結果、国民投票で圧倒的信任を受けたナポレオンは終身執政へ登り詰める。
クリア条件：フランス領を18都市にするか勝利条件都市を8都市占領した上でパリに凱旋する。
ナポレオン帝国の栄光（1806年3月）
皇帝。親族を配置した都市に対して直接命令を下せる、但しナポレオンで外交は出来なくなる。
1804年、ナポレオンは元老院令により皇帝と成る。イギリスは再びフランスに強硬姿勢を取り、オーストリアはロシアと合同で西を目指していた。ネルソン率いるイギリス海軍に劣勢を強いられ、ドーバー海峡突破を諦めたナポレオンはオーストリア・ロシア連合軍が待機するアウステルリッツに侵攻。テルニッツ湖上へ敵を追い込んで砲撃で氷を割るという奇策で連合軍に壊滅的打撃を与え、兄弟をナポリとオランダの王位に就けて保護国化。こうして850年余の歴史を持つ神聖ローマ帝国は崩壊した。
クリア条件：地図上の全都市を占領する。
エルバ島脱出（1815年3月）
皇帝。フランスは支配地域の大半を失い、ナポリ以外の周辺国と敵対関係に在る厳しい情勢。
ある条件を満たすと出現する隠しシナリオ（ファミリーコンピュータ版ではカットされている）。1812年、ロシア遠征で50万人以上の兵士を凍土に失う壊滅的大惨敗を喫したナポレオンはライプツィヒの戦いでも対仏同盟軍に敗れ、遂には首都・パリの陥落を迎える。フランス国内でも求心力を失い、皇帝の地位を降りたナポレオンはエルバ島への流刑を命じられた。しかし、ウィーン会議における各国の領土配分が難航。ナポレオンはエルバ島を脱出し、帝位に復帰する。
クリア条件：地図上の全都市を占領する。

## 登場人物と国家
以下の14ヶ国が登場する。
フランス
ナポレオン、マッセナ、ダヴー、ネイ、スルト、ミュラ、ベルナドット、マルモン、ベルティエ、ベシェール、ランヌ、ケレルマン、スーシェ、セリュリエ、モルティエ、オジュロー、グルーシーなど元帥、将軍ではドゼー、モロー、将軍以外でタレイラン、フーシェ、バラスなども登場。
ナポレオンが皇帝に即位すると、親族（兄ジョセフ、弟リュシアン、ルイ、ジェローム、継子ウジェーヌ）は優先的に司令官となり、彼らのいる都市に直接命令を下せる。
豊富な人材と高い農業生産力を誇る欧州一の大国である。
イギリス
ウェリントン公、ジョージ3世、小ピットなど。ゲームイベントの1つにトラファルガーの海戦のネルソンのエピソードが取り入れられている。イギリス海軍に戦いを挑むとネルソンが迎撃に現れることがあり、その場合はイギリス側の勝利の可能性が非常に高まる（ただし、必ずイギリスが勝利するというわけではない）。海戦が発生すると一定の確率で勝敗にかかわらず戦死する。
工業力が非常に高く、大量の艦船建造と港湾都市の多さによりゲーム序盤は制海権を維持している。そのため、突如後背に上陸して不意打ちを食らわせてくる強敵であるが、農業生産力が非常に低いので大量の陸軍を用意できず、一度上陸に成功すれば楽に制圧することができる。反仏感情が極めて高く、外交交渉は難儀する。
オーストリア
フランツ2世、カール大公、シュワルツェンベルグ、メッテルニヒなど。
それなりに高い国力と軍事力を有し、ゲーム序盤の大敵となる。その反面、ゲーム内ではロシアと一進一退の戦争を繰り返したりして弱体化することも多い。この国から戦時捕虜をとっても、メッテルニヒの捕虜交換で容易に取り返されていくことが多い。
プロイセン
フリードリヒ・ヴィルヘルム3世、ブリュッヘル、シャルンホルスト、グナイゼナウ、クラウゼヴィッツ、ハルデンベルクなど。
優秀な将校と高い軍事力を持ち、フランスの小型版ともいえる。
ロシア
アレクサンドル1世、ミハイル・クトゥーゾフ、バルクラーイ、バグラチオンなど。
高い農業生産力と優秀な軍事力を兼ね備えた強国であり、トルコやオーストリアによく遠征している。国内は湿地が多く非常に攻めづらい地域であるうえ、焦土作戦やコサック騎兵によるゲリラ活動に苦しめられる。冬季は豪雪により砲兵が活用できなくなることもある。
スペイン
カルロス、フェルナンド、マヌエル・デ・ゴドイなど。
フランスと隣接するが、ゲーム序盤はフランスと敵対しようとしない。国力・軍事力ともに大したことはないが、こちらも焦土作戦とゲリラ戦を得意とするうえ、義勇兵イベントが起きて次々と兵力が増大していく。たまにポルトガルやイギリスに宣戦したりする。
オランダ
ウィレムなど。
シナリオ2や3ではゲーム開始早々にプロイセンに宣戦布告されて滅亡することが多い。どのシナリオでもフランスと同盟を結んでおり、反仏感情が0なので翌年1月までに滅亡していないとフランスの衛星国になることが多い。まれにバイエルンに宣戦布告する。
ポルトガル
ジョアン、フォルザスなど。
ゲームでは最弱国であり、イギリスの衛星国になるか、スペインに攻め滅ぼされることが多い。リスボンがスペイン扱いなので、スペインと戦争状態になるとポルトガルは理不尽なゲリラや義勇兵に悩まされることになる。
デンマーク
クリスチャン、フレゼリクなど。
国力がかなり低く、イギリスに攻め滅ぼされることが多い。
スウェーデン
グスタフ3世、カルル13世、フェルセンなど。
弱小国であるが、地勢的な位置と外交により、終盤まで残ることがある。
オスマントルコ
セリム3世、マフムト2世、ムハンマド・アリー、リガス、カラジョルジェ、イプシランティなど。
ゲームに登場する軍人の多くはナポレオン戦争後の民族運動の指導者であり、忠誠度は極めて低い。ロシアやオーストリアが攻めてくるので窮地に陥っていることもある。
バイエルン
マクシミリアンなど。
パリに隣接しているので対応を誤ると喉元に刃を突き付けられる形になる。
ヴェネツィア
マニンなど。
フランスとオーストリアに挟まれた弱小国であり、ゲーム開始早々に滅亡することも多い。
ナポリ
カロリーナなど。シナリオ5ではナポレオン配下のミュラが国王となる。
弱小国である。

## 移植版
| No. | タイトル                          | 発売日                   | 対応機種               | 開発元         | 発売元              | メディア                                              | 型式                              | 備考            | Ref.                    |
| --- | --------------------------------- | ------------------------ | ---------------------- | -------------- | ------------------- | ----------------------------------------------------- | --------------------------------- | --------------- | ----------------------- |
| 1   | ランペルール                      | 1990年10月27日           | PC-9801                | 光栄           | 光栄                | 5インチフロッピーディスク 3.5インチフロッピーディスク | KN10021030 (5") KN10021040 (3.5") |                 |                         |
| 2   | ランペルール                      | 1990年11月               | X1turbo                | 光栄           | 光栄                | 5インチフロッピーディスク                             | KN10021020                        |                 |                         |
| 3   | ランペルール                      | 1990年12月15日           | MSX2                   | 光栄           | 光栄                | ロムカセット                                          | KN10021070                        |                 |                         |
| 4   | ランペルール                      | 1990年12月20日           | MSX2                   | 光栄           | 光栄                | フロッピーディスク                                    | KN10021060                        |                 |                         |
| 5   | ランペルール                      | 1991年1月1日             | FM TOWNS               | 光栄           | 光栄                | フロッピーディスク                                    | KN10021050                        |                 |                         |
| 6   | ランペルール                      | 1991年2月19日            | X68000                 | 光栄           | 光栄                | 5インチフロッピーディスク                             | KN10021080                        |                 |                         |
| 7   | ランペルール                      | 1991年5月23日 1991年11月 | ファミリーコンピュータ | 光栄           | 光栄                | ロムカセット                                          | KOE-QV NES-QV-USA                 |                 |                         |
| 8   | L'Empereur                        | 1991年 1992年            | PC/AT互換機            | 光栄           | 光栄 インフォグラム | フロッピーディスク                                    | -                                 |                 |                         |
| 9   | コーエー25周年パックVol.3         | 2003年10月24日           | Windows 98 - XP        | コーエー       | コーエー            | CD-ROM                                                | -                                 | PC-9801版の移植 | [ 1 ] [ 2 ] [ 3 ] [ 4 ] |
| 10  | コーエー定番シリーズ ランペルール | 2005年8月5日             | Windows 98 - XP        | コーエー       | コ－エー            | CD-ROM                                                | -                                 |                 | [ 5 ] [ 6 ]             |
| 11  | ランペルール                      | 2013年4月24日            | ブラウザゲーム         | コーエーテクモ | コーエーテクモ      | ダウンロード （my GAMECITY クラシックゲーム館）       | -                                 |                 | [ 7 ]                   |

## 音楽
サウンドトラックが1990年にCDで発売されている。曲名は以下のとおり。またサウンドトラックには収録されていない曲が複数存在する。
1. オープニング〜英雄の誕生〜
オープニングで流れる曲。
2. 厳命発令
国政コマンドを実行する時に流れる曲。
3. 気高き王国―プロイセン―
プロイセンの都市でプレイしている時に流れる曲。
4. 進撃〜サン＝ベルナールを越えて〜
戦争中、フランス軍優勢のときに流れる曲。
5. イベリアの夕暮れ―スペイン―
スペインの都市でプレイしている時に流れる曲。
6. 窮地〜トラファルガー海戦〜
戦争中、フランス軍劣勢、もしくは部隊配置の時に流れる曲。
7. 朝もやのテムズ川―イギリス―
イギリスの都市でプレイしている時に流れる曲。
8. 終焉〜ワーテルローの大敗〜
死亡エンディングのときに流れる曲。
9. コサック達の宴―ロシア―
ロシアの都市でプレイしている時に流れる曲。
10. 戴冠〜新たなる治世〜
戴冠式のときに流れる曲。
11. セーヌの愁い―フランス―
フランスの都市でプレイしている時に流れる曲。
12. 激戦〜雌雄の行方〜
戦争中、勢力均衡のときに流れる曲。
13. エンディング〜皇帝の戴冠〜
エンディングの時に流れる曲。
14. ランペルール 愛のテーマ BELIEVE IN YOUR LOVE
オリジナルのイメージソング。

## 評価
ファミリーコンピュータ版
ゲーム誌『ファミコン通信』の「クロスレビュー」では合計25点（満40点）、『ファミリーコンピュータMagazine』の読者投票による「ゲーム通信簿」での評価は以下の通り、19.4点（満30点）となっている。
| 項目 | キャラクタ | 音楽 | お買得度 | 操作性 | 熱中度 | オリジナリティ | 総合 |
| 得点 | 3.4        | 3.3  | 2.8      | 3.3    | 3.5    | 3.2            | 19.4 |

## 関連書籍
いずれも光栄出版部刊、シブサワ・コウ監修。
- ランペルール ハンドブック 1990年11月初版 ISBN 4906300227
- ファミコン版ランペルール ガイドブック 1991年5月初版 ISBN 4906300324